# 33437 Ordenovic
33437 Ordenovic è un asteroide della fascia principale. Scoperto nel 1999, presenta un'orbita caratterizzata da un semiasse maggiore pari a 2,413545 UA e da un'eccentricità di 0,131719, inclinata di 3,471413° rispetto all'eclittica. Ha un diametro di 2,131 km.